# Aeroportul Dabra
Aeroportul Dabra (IATA: DRH, ICAO: WAJC) este un aeroport din Papua Barat⁠(d), Indonezia.
Situat la o altitudine de 63 m, aeroportul dispune de o singură pistă.